# Apple Corps
Apple Corps Ltd. es una corporación fundada en 1968 por el grupo de rock The Beatles con el fin de reemplazar a su primera compañía, Beatles Ltd., y formar un conglomerado para sus intereses personales y artísticos. El nombre (pronunciado al equivalente inglés de "corazón de manzana") supone un juego de palabras. Su principal división (y la única que daría resultados satisfactorios) es Apple Records, que sería creada el mismo año. Otras divisiones dentro de la corporación Apple son Apple Electronics, Apple Films, Apple Publishing y Apple Retail, si bien la empresa más conocida sería la creación de una Apple Boutique en Londres. La sede principal de Apple quedaría situada primero en el número 94 de Baker Street, en el que albergó también a Apple Boutique, y luego en el número 3 de Savile Row en Londres, conocido como el Apple Building, que también albergó los estudios de grabación de Apple.
Desde 1970 hasta 2007, el ejecutivo principal de la compañía fue el antiguo road mánager de The Beatles Neil Aspinall, si bien no era acreditado de forma oficial con dicho título. El actual presidente ejecutivo es Jeff Jones.

## Historia
Los contables de The Beatles habían informado al grupo de que tenían una suma importante de dinero que podían invertir en el mercado empresarial, con el fin de no perderlo en impuestos. "Nuestro contable nos dijo: 'Tenemos todo este dinero. ¿Queréis dárselo al Gobierno o hacer algo?' Así que decidimos hacer de empresarios durante una temporada", declararía John Lennon en 1972.
De forma adicional al hecho de crear un paraguas para cubrir los intereses financieros y empresariales de los Beatles, una de las intenciones de los músicos fue el de proveer de ayuda económica a proyectos artísticos que no tendrían cabida en otras empresas. Ringo declaró: "Teníamos una empresa editorial y un sello discográfico. La idea era que los artistas vinieran a vernos y nos contaran sus planes, y si alguno de nosotros pensaba que valía la pena, les daríamos el dinero para que lo pusieran en marcha."
El nombre de la compañía saldría de McCartney a través de un cuadro de René Magritte que había adquirido recientemente. El logotipo de la empresa fue diseñado por Gene Mahon. 
Los dos primeros años de existencia de la compañía coincidieron con un empeoramiento de las relaciones personales de los miembros del grupo, para finalmente separarse en abril de 1970. Apple entraría pronto en quiebras financieras, que serían resueltas tras numerosos años de litigios. Cuando la asociación entre The Beatles fue disociada legalmente en 1975, se consideró también la disolución de Apple Corps, aunque finalmente se optaría por su mantenimiento previa eliminación de todas sus divisiones. Actualmente, la sede de la compañía se ubica en el 27 de Ovington Square, del distrito Knightsbridge de Londres. El control de la compañía recae actualmente en Ringo Starr, Paul McCartney, y las viudas de John Lennon y George Harrison, Yoko Ono y Olivia Harrison, respectivamente.
Apple Corps. ha protagonizado una larga disputa con Apple Computer, resuelta finalmente en 2007 con la transferencia de los derechos sobre la marca "Apple" a Apple Inc. En abril de 2007, Apple abriría una nueva disputa con EMI y anunció el cese de Neil Aspinall. Aspinall sería reemplazado por Jeff Jones.

## Subsidiarias

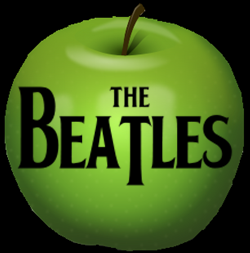
BEATLES MANZANA

Apple Corps operó en varios campos, mayoritariamente relacionados con la industria musical, a través de un buen número de subsidiarias.

### Apple Electronics
Apple Electronics fue la división electrónica de Apple Corps, fundada por Fiftyshapes Ltd. y encabezada por Magic Alex (también conocido como Yani Alexis Mardas).
En un intento por revolucionar el mercado de la electrónica, en su mayor parte a través de productos diseñados por Magic Alex, la división electrónica no conseguiría ningún adelanto. En un intento por comercializar a un precio competitivo una radio con forma de manzana, sería desbancado por Panasonic.
Tras la dimisión de Magic Alex en 1969, durante la "limpieza" de Allen Klein en la compañía, Apple Electronics sería víctima de los mismos problemas que la compañía en general, particularmente de la separación del grupo.

### Apple Films
Apple Films es la división cinematográfica de Apple Corps. Entre las ediciones notables publicadas por Apple Films se encuentra el documental de 1972 Born To Boogie, grabado por Ringo Starr; la película Yellow Submarine, The Concert for Bangla Desh, de George Harrison y otros artistas, y Son of Dracula, una película de 1974 en la que participaron Ringo y el cantante Harry Nilsson.

### Apple Publishing
Apple Publishing Ltd. fue usada por Ringo Starr y George Harrison para taponar los huecos legales con Northern Songs y tener el control de sus propias composiciones. (Harrison fundaría posteriormente Harrisongs, mientras Starr crearía Startling Music.)
Probablemente el mayor éxito del sello Apple serían las canciones "No Matter What", "Day After Day" y "Baby Blue", de Badfinger, escritas por el miembro del grupo Peter Ham. "Without You", canción compuesta por Ham y el compañero de Badfinger Tom Evans, alcanzaría cierto éxito en 1972 de la mano de Harry Nilsson y en 1993 de la mano de Mariah Carey. De todos modos, en 2005 Apple perdería los derechos de autor de los trabajos de Ham y Evans.

### Apple Records y Zapple Records
Desde 1968 en adelante, los álbumes de The Beatles serían publicados bajo el sello Apple Records, si bien los derechos sobre el material quedarían retenidos por EMI, bien en su filial británica Parlophone, bien en su filial estadounidense Capitol Records, continuando asimismo con el número de catálogo comenzado por EMI. De todos modos, los álbumes de otros artistas, publicados bajo el sello Apple Records, seguirían un nuevo catálogo, mientras que los derechos de autor recaerían principalmente en el sello. Entre los artistas que conformaron parte de la lista de Apple Records figuran Ravi Shankar, Mary Hopkin, Badfinger, John Tavener, Billy Preston, Modern Jazz Quartet y Radha Krsna Temple. Una subsidiaria del propio sello, Zapple Records, sería creada con la intención de publicar trabajos hablados y vanguardistas, pero fracasaría tras dos únicas publicaciones: el álbum de John Lennon y Yoko Ono Life with the Lions y el álbum de George Harrison Electronic Sound.

### Apple Boutique
Apple Boutique fue una tienda de compra-venta al por menor localizada en el 94 de Baker Street de Londres, Inglaterra, constituyendo uno de los primeros fracasos de la corporación. La tienda abrió sus puertas el 7 de diciembre de 1967 y cerraría el 30 de julio de 1968. La boutique nunca fue rentable, por lo que el stock almacenado sería regalado durante los últimos días.

### Apple Studio
Apple Studio fue un estudio de grabación localizado en el sótano de las oficinas principales de Apple Corps en 3 Savile Row.
Dieñado en su comienzo por Magic Alex (de Apple Electronics), la instalación inicial, de dieciséis pistas, tendría que ser desmontada a petición de los propios músicos por graves fallos de diseño, fruto del nulo conocimiento sobre la materia de Magic Alex. Finalmente, Geoff Emerick diseñó de nuevo el estudio desde cero. The Beatles grabarían en los estudios de Apple el álbum Let It Be con un equipamiento cedido por EMI.
El diseño y construcción del sótano para acomodar las facilidades de la grabación tomaron dieciocho meses. El trabajo se vio completado en 1970 y 1971, con un nuevo estudio que aportaba un amplio rango de facilidades de grabación y de masterización, llegando a aportar sonidos en mono, estéreo y quadrofónico.
El estudio de convertiría en algo parecido a un segundo hogar para artistas del sello discográfico y para músicos como Harry Nilsson, Wishbone Ash, Viv Stanshall, Lou Reizner, Clodagh Rodgers, Kilburn and the High Roads, the Sensational Alex Harvey Band y Marc Bolan.
Tras la separación de The Beatles y la clausura de las oficinas de Savile Row a mediados de los años 70, el estudio fue cerrado.

## Batalla legal con Apple Computer
En 1978, Apple Records denunciaría a Apple Inc. por infringimiento de marcas registradas. El juicio fue visto para sentencia en 1981 con el pago de 80.000 dólares a Apple Corps. Como condición, Apple Computer aceptaba no inmiscuirse en el mercado musical. En 1989, se desarrollaría otra batalla legal, alegando Apple Corps que las máquinas creadas por Apple Computer podían reproducir archivos en formato MIDI, infringiendo los términos del anterior litigio. En 1991 se alcanzaría otro acuerdo previo pago de 26,5 millones de dólares.
En septiembre de 2003, Apple Computer era nuevamente denunciada por Apple Corps, esta vez por crear la tienda musical iTunes y el iPod, que Apple Corps vio como una violación de los últimos acuerdos en los que Apple Inc. acordaba no distribuir música. El juicio comenzó el 29 de marzo de 2006 en el Reino Unido, siendo visto para sentencia el 8 de mayo de 2006, con Apple Corps perdiendo el caso.
El 5 de febrero de 2007, Apple Inc. y Apple Corps anunciaron un acuerdo en su disputa por las marcas registradas en la que Apple Inc. preservaba el derecho sobre todas las marcas relacionadas con "Apple". El acuerdo cierra la batalla legal entre ambas compañías, en la que ambas partes pagaban sus respectivos costes legales y en la que Apple Inc. podría seguir usando el nombre y logotipo en iTunes. El acuerdo incluía acuerdos y términos confidenciales. Hoy en día, Apple Inc. ha anunciado un acuerdo para poder distribuir la música de los Beatles en su tienda musical iTunes.

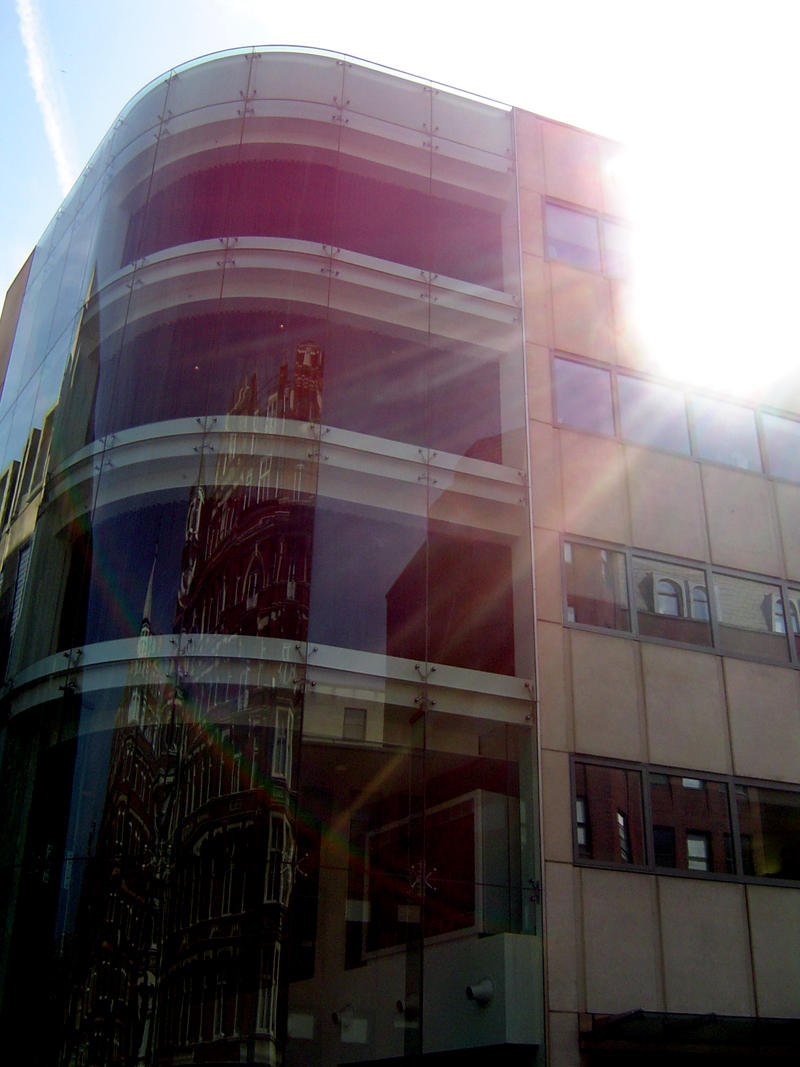
Sede de EMI en Londres.

## Apple vs. EMI
The Beatles alegaron en un juicio desarrollado en 1979 que EMI y Capitol debían regalías a la banda por el valor de 10.5 millones de libras esterlinas. Un acuerdo sería alcanzado en 1989, en el que se garantizó el pago del dinero al grupo.
Apple, en nombre de los Beatles supervivientes y los patrimonios de Lennon y Harrison, volvería a enjuiciar a EMI por el impago de regalías en 2005. El caso fue visto para sentencia en abril de 2007 con un acuerdo entre ambas partes, si bien no ha sido hecho público.